# Disznó-öbölbeli invázió
A disznó-öbölbeli invázió avagy Playa Girón-i invázió a CIA által kiképzett Castro-ellenes csapatok partraszállási hadművelete volt 1961 áprilisában a kubai kormány megdöntése érdekében. Az akció alig 60 órán belül csődöt mondott, 1200 Castro-ellenes ellenzéki harcost a kubai hadsereg fogott el.
A katonai akció előkészületei még Dwight D. Eisenhower elnöksége idején kezdődtek, a végrehajtás viszont John Fitzgerald Kennedy kabinetjének jutott. Már jóval a műveletek megkezdése előtt a hírszerzés figyelmeztette Kennedyt, hogy az akció sikere kérdéses, ugyanis a kubai civil lakosság többségében Fidel Castrót támogatja (a terv arra épült, hogy a partraszálló emigránsok maguk mellé állítanák a helyieket és a kialakuló ellenforradalomban döntenék meg a kubai kommunista rezsimet). A szovjet titkosszolgálatok is tudomást szereztek a készülő amerikai akcióról és részletes adatokkal látták el a kubai rezsimet.
Miután a hadművelet megindult, Castro villámgyorsan mozgósította nemcsak a hadsereget, de a civil lakosság is tömegével ragadott fegyvert a partraszálló emigránsok ellen, akiket alig több mint két nap leforgása alatt beszorítottak a tengerbe.
Az invázióban résztvevő emigránsok közül 67 elesett, 10 elfogott személyt a hadsereg végzett ki, 10-en menekülés közben vesztették életüket. További 9 elfogott személy a Havannába történő szállítás során halt meg. A teljes veszteség így 106 ember volt.
Az elfogott több mint 1000 embert az USA később kiváltotta. Kubában viszont több száz kivégzésre és bebörtönzésre került sor, akik valamilyen úton-módon helyileg segítették az inváziót vagy tagjai voltak valamilyen földalatti ellenállásnak.

## Történelmi összefüggés
1959. január 1-jén győzedelmeskedett a forradalom Kubában, melynek köszönhetően Fidel Castro került a hatalomra, aki a rendszerét egyre inkább kommunista diktatúra irányába vitte el. A hidegháború közepén az Egyesült Államok kormánya komoly veszélynek minősítette a kubai forradalmat, nem kizárólag azon ténynek köszönhetően, hogy az USA „előszobájában” egy a Szovjetunió felé potenciálisan elkötelezett rezsim született, hanem a további országoknak adható ihletforrás miatt. A kis sziget segítséget nyújthatna további forradalmaknak, azon céllal, hogy elősegítsék a kommunizmus terjedését Latin-Amerikában. A két állam közötti kapcsolatok hamarosan elkezdtek romlani: Kuba államosította minden, az ország területén belül levő amerikai cég tulajdonát; az Egyesült Államok pedig felhagyott a kubai cukor vásárlásával, amelyet a Szovjetunió kezdett el felvásárolni. 
Eisenhower elnök elrendelte a paramilitáris szervezetek finanszírozását, hogy elősegítse a kubai kormány destabilizálását vagy annak megbuktatását, mind a szigeten belül, mind azon kívül. A két ország kapcsolatai minden szinten megszűnnek.

## Előkészületek

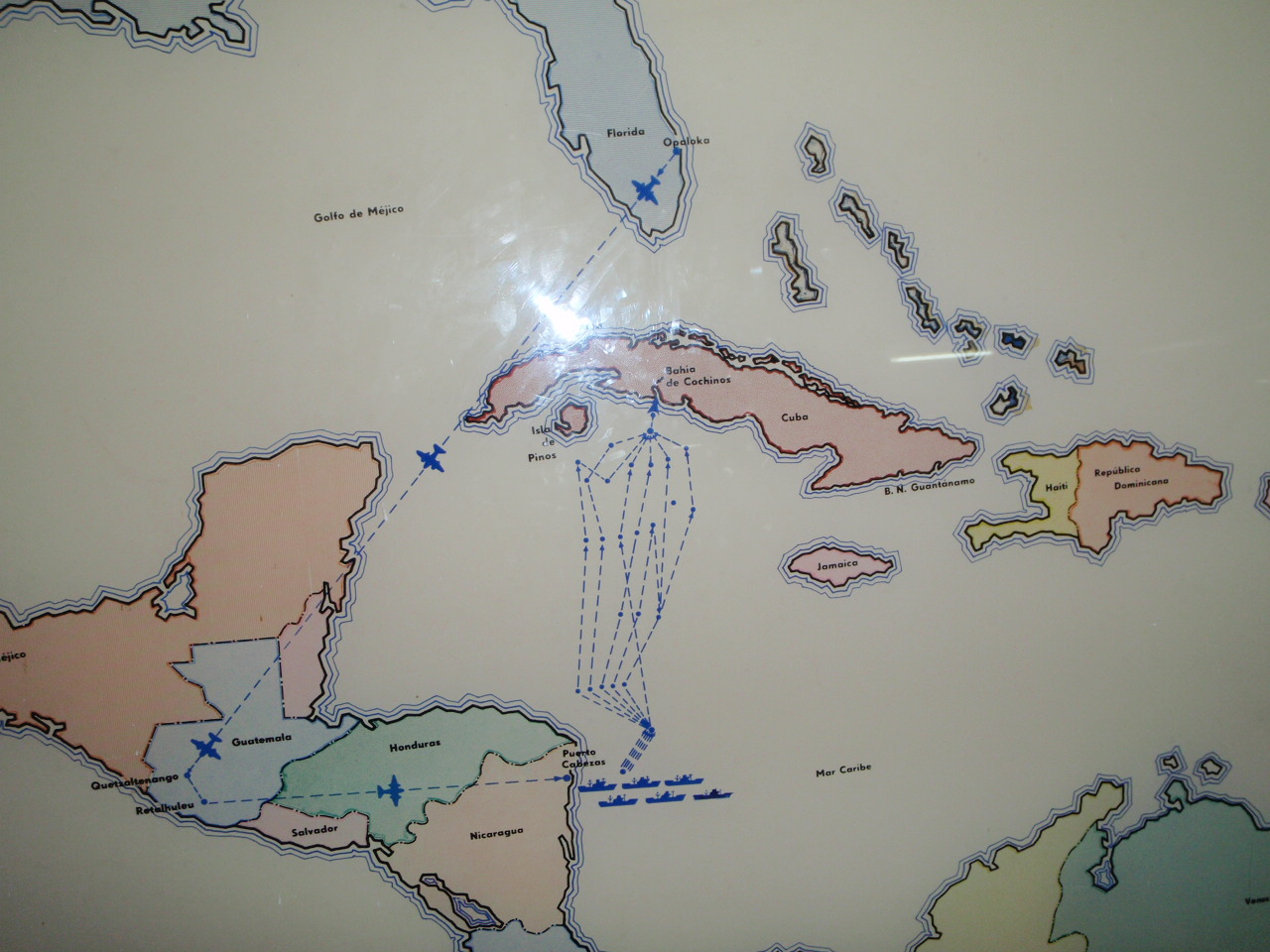
Disznó-öböl, Giron, múzeumi kiállítási részlet – A hadművelet útvonala

A CIA az Egyesült Államokba menekült kubai emigránsok körében keresett önkénteseket az akcióra, akiket később guatemalai, Puerto Ricó-i és nicaraguai táborokban készítettek fel a bevetésre. 1500 személy formálta a 2506. dandárt (Brigade 2506, vagy Brigada Asalto 2506), kiképzést kaptak, mint tüzérek, ejtőernyősök, pilóták stb.
A beavatkozásra az USA elavult hajóiból és repülőgépeiből álló flottát készítettek elő. A flotta az alábbiakból állt össze:
- 8 db C–46 Commando szállítógép
- 6 db C–54 Skymaster szállítógép
- 16 db A–26 Invader bombázó
- 5 db M41 Walker Bulldog könnyűharckocsi, továbbá dzsipek, vontatott lövegek, tehergépjárművek.
- 8 db hajó, és
- 7 db csónak a partraszálláshoz

Az invázió 24 órán belül teljesen összeomlott. Castro 25 ezer reguláris katonát, 9 ezer rendőrt és mintegy 200 ezer irreguláris polgári milicistát mozgósított a megszállók ellen. Ekkora túlerővel a maroknyi fegyveres emigráns nem vehette fel a harcot.